# Tom DeFalco

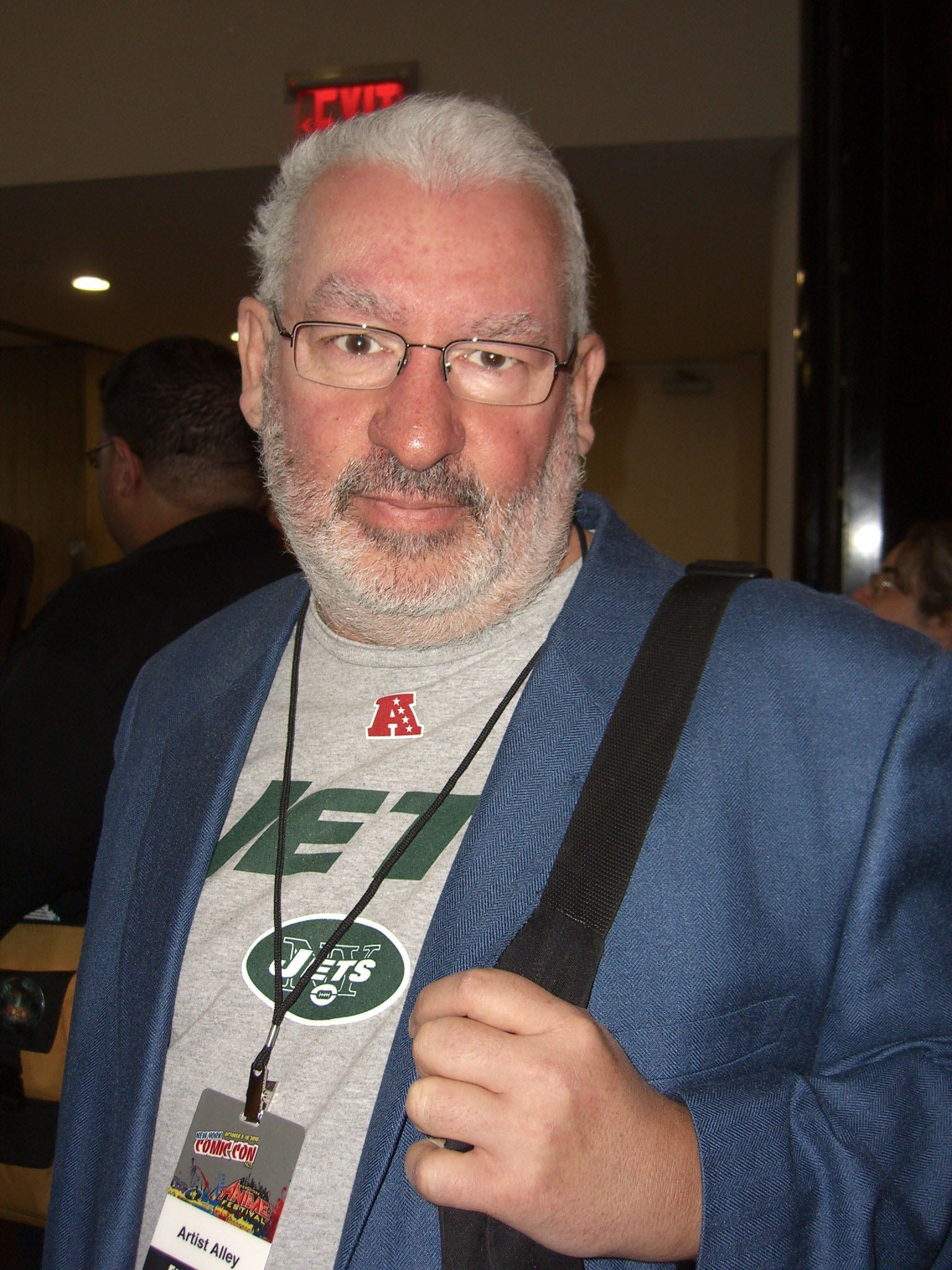
Tom DeFalco an der New York Comic Convention 2010.

Tom DeFalco (* 26. Juni 1950 in New York City) ist ein US-amerikanischer Comiczeichner und Chefredakteur. Bekannt ist er für seine Arbeiten mit Spider-Man.

## Leben
Geboren in Queens in New York, begann DeFalco seine Comickarriere 1972 als Assistent in der Redaktion von Archie Comics. Dort entwickelte er unter anderem die Archie Comics Digest Series, eine Publikation die bis heute erscheint. Aus seiner Tätigkeit als Redakteur heraus begann er auch Comics zu schreiben, so war er neben Archie auch unter anderem für die Serien Spider-Man, Scooby Doo, Die Fantastischen Vier, Wolverine, Josie and the Pussycats und Familie Feuerstein tätig. Daneben entwarf er auch Merchandising-Artikel zu den Serien. Zu Beginn der 1980er Jahre leitete er für Hasbro das Team, das die Geschichte und Designs für die G.I. Joe (Action-Figur)-Actionfiguren, die Fernsehserie und weitere Produkte des Franchises entwickelte. Später war er auch für das Franchise Transformers tätig.
1987 ging Tom DeFalco als Chefredakteur zu Marvel Comics. und schrieb auch einige Comics selbst, darunter eine Reihe zur Tochter von Spider-Man, Spider-Girl. In DeFalcos Zeit als Chefredakteur wurden viele neue und kurze Serien aufgelegt. Als die Verkäufe aber zurückgingen und Marvel 1994 vor dem Bankrott stand, wurde DeFalco entlassen und sein Posten erst 1995 wieder besetzt, mit Bob Harras. Auch danach schrieb DeFalco weiter für Spider-Man, Die Fantastischen Vier sowie auch einige Graphic Novels.